# Roger Revelle

Mit Unterstützung von Roger Revelle entstandene Keeling-Kurve, benannt nach Charles David Keeling, einem Schüler Revelles

Roger Randall Dougan Revelle (* 7. März 1909 in Seattle, Washington; † 15. Juli 1991 in San Diego, Kalifornien) war ein US-amerikanischer Ozeanograph und Klimatologe. Er war einer der ersten Wissenschaftler, der bedeutende Forschungsarbeiten über die Zunahme des Gehalts an Kohlenstoffdioxid in der Erdatmosphäre und die Gefahren, die sich daraus für die Zukunft der Menschheit ergeben, vornahm.

## Akademischer Werdegang
Roger Revelle wuchs in Pasadena (Kalifornien) auf, studierte am Pomona College in Claremont (Kalifornien) Geologie und schloss das Studium 1929 mit dem Bachelor of Arts ab. Seit 1931 arbeitete er in der Scripps Institution of Oceanography und 1936 wurde er Ph.D. (philosophiae doctor) im Fach Ozeanografie an der University of California, Berkeley. Im Zweiten Weltkrieg diente er bei der US Navy, danach war er von 1946 bis 1948 Leiter der geophysikalischen Abteilung im Office of Naval Research. Von 1950 bis 1964 war er wieder bei der Scripps Institution of Oceanography als Professor für Ozeanografie.
Auf Basis seiner dortigen Forschungsergebnisse sagte er im Jahr 1956 voraus, dass die Freisetzung von Kohlenstoffdioxid durch den Menschen in etwa 50 Jahren tiefgreifende Auswirkungen auf das Weltklima haben wird, eine Vorhersage, die letztlich auch beobachtet werden konnte.
Gemeinsam mit Hans E. Suess wies er 1957 erstmals nach, dass ein Teil des Kohlendioxids aus der Nutzung fossiler Brennstoffe in der Atmosphäre angereichert wird, weil die Ozeane nicht alles aufnehmen können.
Seit 1954 engagierte er sich politisch, um die Gründung der University of California, San Diego voranzutreiben, 1959 begann der Bau der Universität. Revelle gelang es, angesehene Wissenschaftler an diese Universität zu binden, er hoffte auch die bis dahin übliche Trennung der Naturwissenschaften von den Geistes- und Sozialwissenschaften zu überwinden. 1957 wurde Revelle in die National Academy of Sciences, 1958 in die American Academy of Arts and Sciences und 1960 in die American Philosophical Society gewählt.
1964 ging er an die Harvard University, wo er Professor für Bevölkerungspolitik und Direktor des Center for Population Studies war. 1976 zog er sich zurück und lebte bis zu seinem Tod 1991 in La Jolla bei San Diego.
1986 erhielt er den Balzan-Preis für seine Beiträge zur Ozeanografie und Klimatologie. 
Der Revelle-Faktor, der die Löslichkeit von atmosphärischem CO2 im Meerwasser beschreibt, wurde nach ihm benannt. Revelle zu Ehren wurde auch ein Forschungsschiff benannt, das der US Navy gehört und für verschiedene Forschungsaktivitäten zur Verfügung steht (siehe Thomas-G.-Thompson-Klasse). Gleiches gilt für das Revelle Inlet, eine Bucht an der Ostküste der Antarktischen Halbinsel. Die seit dem Jahr 1992 von der American Geophysical Union jährlich vergebene Roger Revelle Medal zur Ehrung herausragender wissenschaftlicher Leistungen im Bereich Klimatologie wurde ebenfalls nach ihm benannt.